# Rally van Canada
De Rally van Canada was een rallyevenement gehouden in Canada die deel heeft uitgemaakt van het wereldkampioenschap rally. Twee verschillende evenementen hebben gediend als de Canadese WK-ronde: de Rally Rideau Lakes in 1974 en de Critérium Molson du Québec tussen 1977 en 1979.

## Geschiedenis
De oorspronkelijke Canadese ronde van het wereldkampioenschap rally was de Rally Rideau Lakes, welke verreden werd rondom Ontario, en die in het 1974 seizoen werd toegevoegd aan de kalender, in pas het tweede jaar dat het evenement georganiseerd werd. Dit kwam mede door de drang die de overkoepelende organisatie FIA had om een Noord-Amerikaanse WK-ronde te hebben. Een labiele financiële basis deed het evenement echter na één WK-editie alweer ten onder gaan.
Canada maakte een terugkeer in het WK met de Critérium Molson du Québec in het 1977 seizoen, waar nu de start en finish plaatsvond in Montreal. Alhoewel deze rally het langer volhield op de WK-kalender (drie edities: 1977, 1978 en 1979), wist het nooit grootschalige interesse te wekken van de Europese constructeurs en rijders. Na 1979 verdween de rally van het hoogste podium en heeft Canada sindsdien geen plaats meer gehad op de kalender.

## Lijst van winnaars

#### Critérium Molson du Québec
| Editie | Seizoen | Rijder            | Navigator             | Auto                   |
| ------ | ------- | ----------------- | --------------------- | ---------------------- |
| 7      | 1979    | Björn Waldegård   | Hans Thorszelius      | Ford Escort RS1800     |
| 6      | 1978    | Walter Röhrl      | Christian Geistdörfer | Fiat 131 Abarth        |
| 5      | 1977    | Timo Salonen      | Jaakko Markkula       | Fiat 131 Abarth        |
| 4      | 1976    | Taisto Heinonen   | Tom Burgess           | Renault 17 Gordini     |
| 3      | 1975    | John Buffum       | "Vicky"               | Porsche 911 Carrera    |
| 2      | 1974    | Jean-Paul Pérusse | John Bellefleur       | Fiat 124 Abarth Rallye |
| 1      | 1973    | Walter Boyce      | n.b.                  | Toyota Corolla         |

#### Rally Rideau Lakes
| Editie | Seizoen | Rijder        | Navigator      | Auto              |
| ------ | ------- | ------------- | -------------- | ----------------- |
| 2      | 1974    | Sandro Munari | Mario Mannucci | Lancia Stratos HF |
| 1      | 1973    | Walter Boyce  | Stuart Gray    | Toyota Corolla    |